# Darren Hanlon
Darren Hanlon est un chanteur-compositeur anti-folk australien. Il a sorti deux albums solos, deux EP et quatre singles sur le label Candle Records. Il a programmé la sortie d'un nouvel album à la fin de l'année 2006.
Darren a également fait trois clips, de ses chansons "Hiccups", "A to Z" et "The Unmade Bed" (la dernière produite parle du gagnant des Tropfest, Luke Eve).
Avant de devenir un artiste solo en 1999, il était membre de The Simpletons, et a contribué à la seconde guitare et au clavier pour The Lucksmiths, The Deerhunters, et Mick Thomas.
Darren, surnommé "Daz" ou "Dazza", est connu pour ses rendez-vous avec ses fans, sa vie simple et ses paroles charmantes. Il a tourné avec Billy Bragg, Violent Femmes et The Magnetic Fields.
Darren a déménagé à Sydney et participe actuellement à sa tournée australienne, tandis qu'il en prévoit une aux États-Unis à la fin de cette année[Laquelle ?].

## Discographie
- Smother ep (as The Simpletons) (1994)
- Nod ep (as The Simpletons) (1994)
- "Crash Out" single (as The Simpletons) (1995)
- Matter album (as The Simpletons) (1995)
- Tandem album (as The Simpletons) (1996)
- Light A Candle ep (as The Simpletons) (1997)
- F ep (as The Simpletons) (1997)
- Till The Sky ep (as The Simpletons) (1997)
- Clippings three songs on compilation album (as The Simpletons) (1998)
- "Eight" single (as The Simpletons) (1998)
- Early Days ep (2000)
- Banter two songs on compilation album (2000)
- "Video Party Sleepover" 7-inch single (2001)
- Feast two songs on compilation album (2002)
- Hello Stranger album (2002)
- Hiccups ep (2002)
- Flipside one song on compilation album (2004)
- "A to Z" single (2004)
- Little Chills album (2004)
- "I Wish That I Was Beautiful For You" single (2005)
- Christmas Songs 2005 7-inch ep (2005)
- Hamper two songs on compilation album (2006)